# NGC 1788
NGC 1788 là một tinh vân phản chiếu trong chòm sao Lạp Hộ. Nó được xác định khá rõ ràng trên vành đai phía tây nam của nó, nơi nó được bao quanh bởi tinh vân tối được gọi là Lynds 1616. Lynds 1616 rõ ràng là một phần của NGC 1788. Ngôi sao sáng nhất có độ lớn thứ 10 và nằm ở khu vực tây bắc.

## Hình ảnh

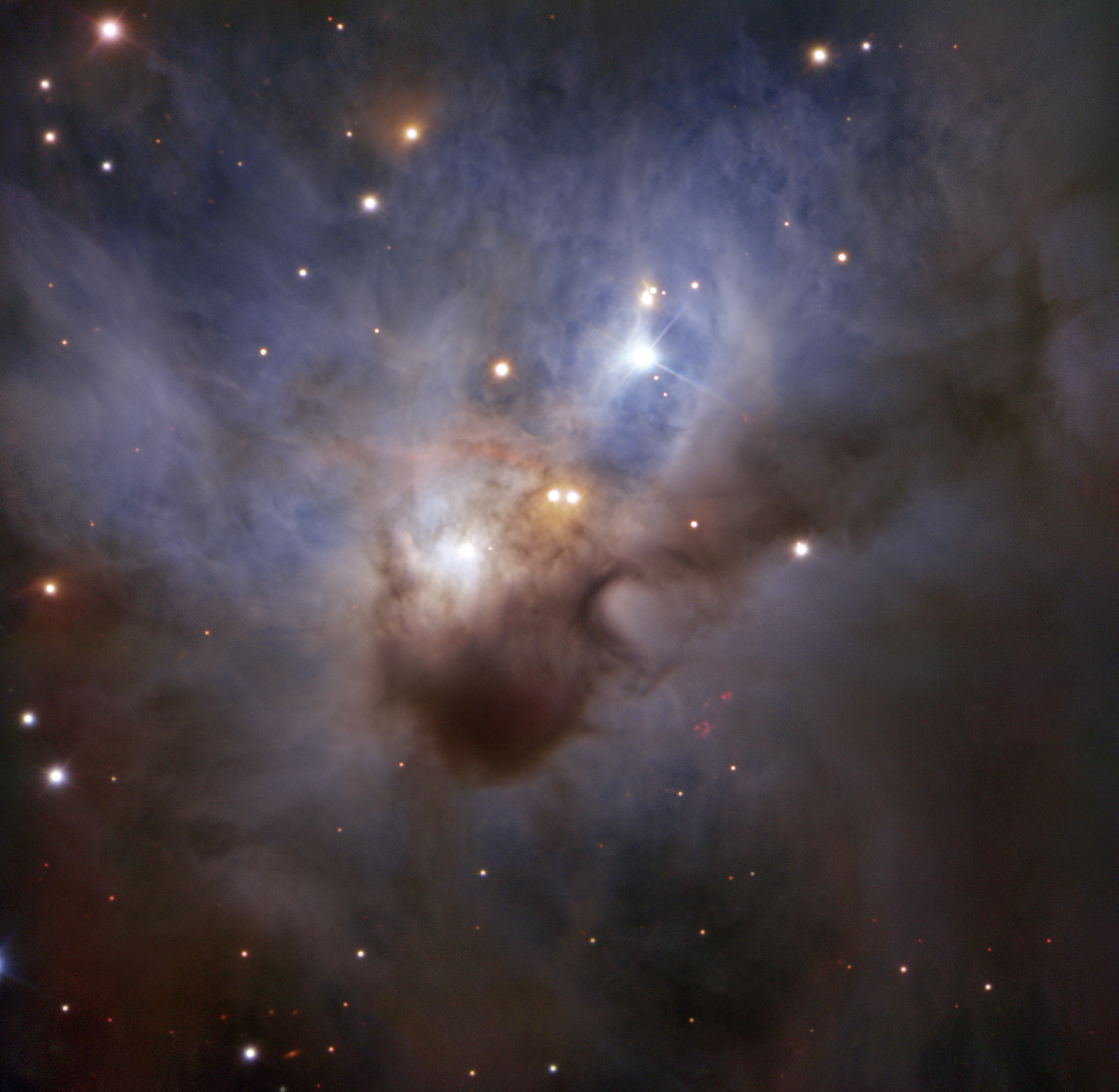
NGC 1788 được thực hiện bởi VLT cụ FORS2 's.